# 天主教沃斯堡教區

天主教沃斯堡教區（拉丁語：Dioecesis Arcis-Vorthensis）是美國一個羅馬天主教教區，為聖安東尼奧總教區的附屬教區。
範圍包括德克薩斯州東北部廿八縣，教座位於沃斯堡。2006年有教友450,000人（佔轄區總人口15.4%）、八十九個堂區、一百廿一名司鐸。現任教區主教為彌格爾·福爾·奧爾森（Michael Fors Olson）。
教區範圍原屬於達拉斯教區，1969年8月9日自該教區中畫分出沃斯堡教區。